# Matelea calcarata
Matelea calcarata är en oleanderväxtart som först beskrevs av R. E. Woodson, och fick sitt nu gällande namn av R. E. Woodson. Matelea calcarata ingår i släktet Matelea och familjen oleanderväxter. Inga underarter finns listade i Catalogue of Life.